# 人家一點都不喜歡啦！
《人家一點都不喜歡啦！》（日语：お兄ちゃんのことなんかぜんぜん好きじゃないんだからねっ!!，直譯為「我才不會喜歡上像哥哥這樣的人呢！！」），是日本漫畫家草野紅壹的一部戀愛漫畫作品，2008年8月29日開始在雙葉社的網絡漫畫雜誌《Web Comic High!》上連載、每月30日更新一話，2016年7月授權布卡漫畫發行簡體中文電子版（现已下架）。全12集電視動畫于2011年1月8日开始播放。

## 劇情簡介
高中1年級的少女高梨奈緒和沒有血緣關係的哥哥修輔、父親修司、母親菜菜香住在一起。奈緒是個嚴重兄控（戀兄情結），最喜歡「對自己的妹妹抱有不純動機的變態哥哥」；為了哥哥，她會不惜使用一切大膽的手段。另一方面，修輔是個重度色情狂，他的房間內收藏著許多H收藏物；他對奈緒十分在意，卻不得不忍耐。
正當奈緒幫助修輔清理他一大堆H收藏物時，修輔10年前的青梅竹馬彩葉突然出現……

## 登場角色

### 高梨家
高梨奈緒
配音員：喜多村英梨
本作主角。高梨家長女，15歲，高中1年級生，6月25日出生，身長151cm。金髮，頭上有一根呆毛，貧乳。性格有點腹黑。
十分喜歡哥哥修輔。經常故意讓修輔偷看到她的條紋內褲，還曾經全裸站在修輔眼前。不過對修輔的變態愛好有點不滿，不時會去修輔的房間清理他的「收藏物」，除了妹物以外的都是清理對象。每天都會寫「哥哥觀察日記」記錄和哥哥之間的事情。
實際上並非高梨家的女兒。10年前奈緒雙親發生車禍身亡，奈緒失去了以前的記憶，被高梨家收養，受到家人的疼愛。她在故事開始時才從養父母口中知道自己是養女，反而因為「與修輔沒有血緣關係」而感到高興。
高梨修輔
配音員：豐永利行／五十嵐裕美（幼年）
高梨家長子，奈緒的哥哥，16歲，高中2年級生，10月10日出生，身長171cm。10年前奈緒失去雙親時，修輔最強烈要求父母收養奈緒，並且一直努力成為奈緒「合格的哥哥」。
變態色情狂。12歲時開始偷看色情書刊，14歲時開始手淫射精，有時一天會射精五次。對迷你裙加黑色膝上襪的配搭異常興奮，近來更對性虐恋產生興趣。房間內收藏著大量的色情書刊及色情DVD-Video，電腦中有20GB的色情圖片保存在非常深層的文件夾中。玩十八禁遊戲時會戴上耳機，以免被旁人發現。對奈緒也經常有衝動的性幻想，握著奈緒的手會心跳加速，還時常偷看奈緒的內褲。
10年前彩葉是青梅竹馬，當時和彩葉約定是戀人，為了看女孩子的裸體而約定和她玩「醫生遊戲」。
高梨修司
配音員：荻原秀樹
修輔的父親，奈緒的養父，2月23日出生。很疼愛奈緒，不愿意她將來出嫁。
同樣十分色情。對虐恋系特別感興趣，還試圖將沒收而來的修輔的虐恋書籍秘密據為己有。年輕時拉著菜菜香去看色情電影，被菜菜香認為是人生中最尷尬的事情。
高梨菜菜香
配音員：大原沙耶香
修輔的母親，奈緒的養母，12月1日出生。本作中最正常的角色。
對修輔沉迷於色情十分擔心，不時會去沒收修輔的收藏物。同樣很疼愛奈緒，還一直害怕修輔會對奈緒做出不軌行為，不過對奈緒和異性交往一事的態度比較開明。

### 學校
土浦彩葉
配音員：井上麻里奈
突然轉學到奈緒班上的少女，15歲，4月3日出生，身長147cm，特徵為雙馬尾與貧乳，胸部甚至比奈緒的還要小。
是修輔小時候的青梅竹馬，為了履行和修輔的「醫生遊戲」的約定而回來；不過修輔對此印象模糊。對修輔主動展開猛烈的追求攻勢，甚至在家中架設高性能望遠鏡對準高梨家，觀察著修輔的一舉一動。
近藤繭佳
配音員：荒浪和沙
修輔的同學，從原作第15話起登場，是修輔班上的班長。自稱X先生，短髮，16歲，5月11日出生，身長172cm。有穿黑色褲襪的習慣。曾在深夜去買BL書籍與修輔在街上碰撞而錯拿到他的色情書刊，修輔又誤把近藤的BL書給撕掉了，無法把書換回給近藤，所以接受近藤提出修輔成為她的寵物的條件，以換取近藤不把修輔的色情書刊撕掉或者告訴修輔的家人，之後近藤經常做午餐給修輔，也常托他代買BL書，還要他看過後討論對BL的看法，喜歡修輔。
楠原尋乃
配音員：白石涼子
奈緒和春華的同學和好友。巨乳。
加藤春華
配音員：中村繪子
奈緒和尋乃的同學和好友。胸部也比奈緒豐滿得多。

### 其他
靜留
配音員：MAKO
本名不明，修輔玩的一款十八禁遊戲的女主角。

## 主要舞臺
高梨家
普通的兩戶房屋。修輔和奈緒都擁有自己的房間。
高校
校名不明。修輔、奈緒和彩葉就讀的學校。

## 出版書籍
| 冊數 | 雙葉社         | 雙葉社                 | 東立出版社     | 東立出版社             |
| 冊數 | 發售日期       | ISBN                   | 發售日期       | ISBN                   |
| ---- | -------------- | ---------------------- | -------------- | ---------------------- |
| 1    | 2009年4月11日  | ISBN 978-4-575-83611-0 | 2010年1月10日  | ISBN 978-986-10-4930-4 |
| 2    | 2009年12月12日 | ISBN 978-4-575-83707-0 | 2010年9月25日  | ISBN 978-986-10-4931-1 |
| 3    | 2010年6月11日  | ISBN 978-4-575-83777-3 | 2010年10月25日 | ISBN 978-986-10-5935-8 |
| 4    | 2011年3月19日  | ISBN 978-4-575-83882-4 | 2011年9月22日  | ISBN 978-986-10-7537-2 |
| 5    | 2011年12月12日 | ISBN 978-4-575-84000-1 | 2012年10月3日  | ISBN 978-986-10-9405-2 |
| 6    | 2012年8月10日  | ISBN 978-4-575-84115-2 | 2013年8月28日  | ISBN 978-986-317-872-9 |
| 7    | 2013年5月10日  | ISBN 978-4-575-84230-2 | 2014年5月29日  | ISBN 978-986-332-890-2 |
| 8    | 2013年12月12日 | ISBN 978-4-575-84321-7 |                |                        |
| 9    | 2014年9月10日  | ISBN 978-4-575-84486-3 |                |                        |
| 10   | 2015年4月10日  | ISBN 978-4-575-84608-9 |                |                        |
| 11   | 2016年2月12日  | ISBN 978-4-575-84756-7 |                |                        |
| 12   | 2016年12月12日 | ISBN 978-4-575-84900-4 |                |                        |

## 电视动画
2010年9月，《Comic High!》官方網站公布該漫畫將被改編為電視動畫。改編动画由2011年1月于千叶电视台等所属独立UHF放送局播出。第十話於神奈川電視台（tvk）首播當晚正值2011年日本本州島海域地震翌日深夜，卻出現海嘯警報相關的畫面（海嘯可能發生之前會在各電視頻道自動秀出海嘯警報）而引發討論。其後各地面電視台皆相繼宣佈停止播出該話，而收費的衛星電視台AT-X表示接到要求，將該話首播及重播取消。另外，在NICONICO Channel的收看服務亦取消。

### 制作人员
- 原作 - 草野紅壱
- 导演 - 元永慶太郎
- 系列构成 -
- 人物设计 - 平山円
- 音响监督 - 蝦名恭範
- 音乐 - 菊谷知樹
- 动画制作 - ZEXCS

### 主题曲
片头曲「Taste of Paradise」
作詞 - 大森祥子 / 作曲・編曲 - 山口朗彦 / 歌 - 高梨奈緒（喜多村英梨）
片尾曲「アリアリ未来☆」
作詞 - うらん / 作曲・編曲 - 大久保薫 / 歌 - 高梨奈緒（喜多村英梨）、土浦彩葉（井上麻里奈）、近藤繭佳（荒浪和沙）
插入曲「Labyrinth Labyrinth」
歌 - Team.ねこかん（猫）、天乙准花
特別版歌曲
此區的歌曲雖然沒有在動畫中被播放，但日本地區卻有發行。
- 角色歌專輯 『歌なんかぜんぜん歌いたくないんだからねっ！！』

1. Perfect kiss
歌 - 土浦彩葉（井上麻里奈）
2. キミはキミらしく
歌 - 楠原尋乃（白石涼子）＆加藤春華（中村繪里子）
3. True Love
歌 - 静留（MAKO）
4. 走れ！！AGE探検隊
歌 - 岸川啓一郎（立花慎之介）、山代拓実（松本健太）、黒崎大吾（市来光弘）、高梨修輔（豊永利行）
5. 毎日発売日
歌 - 近藤繭佳（荒浪和沙）
6. Catch My Hope

1. 歌 - 高梨奈緒（喜多村英梨）、土浦彩葉（井上麻里奈）、近藤繭佳（荒浪和沙）

1. キミハカゼ
歌 - 高梨修輔（豊永利行）

- 片尾主題歌--アリアリ未来☆<

1. 君にOverflow
歌 - 高梨奈緒（喜多村英梨）、土浦彩葉（井上麻里奈）、近藤繭佳（荒浪和沙）

- オープニング主題歌--Taste of paradise

1. YELL～ホイッスルはその胸に～
歌 - 高梨奈緒（喜多村英梨）

### 各話列表
| 話数              | 副标题 | 中文标题                           | 脚本       | 分镜            | 演出       | 作画監督                                  | 总作画監督 |
| ----------------- | ------ | ---------------------------------- | ---------- | --------------- | ---------- | ----------------------------------------- | ---------- |
| 第1話             |        | 哥哥和妹妹邪惡的日常生活           | 大場小百合 | 元永慶太郎      | 元永慶太郎 | 山本篤史 小澤一浩                         | 平山円     |
| 第2話             |        | 双马尾，袭击兄妹                   | 大場小百合 | 岩畑剛一        | 小林公二   | 山本善哉 安本学                           | 樱井正明   |
| 第3話             |        | 情敌出现! 兄妹危机!                | 長津晴子   | 小寺勝之        | 福多潤     | 松浦里美 高原修司                         | 樱井正明   |
| 第4話             |        | 妹妹如果換穿泳衣的話               | 大知慶一郎 | 小寺勝之 則座誠 | 則座誠     | 松本朋之 近藤優次                         | 平山円     |
| 第5話             |        | X先生 襲擊哥哥!                    | 小出克彦   | 小林孝志        | 小林孝志   | 山崎正和 山本善哉 安本學BL作畫： 佐光幸恵 | 櫻井正明   |
| 第6話             |        | 哥哥夢見黑色褲襪的夢               | 井上美緒   | 岩畑剛一        | 中山敦史   | 阿部智之BL作画： 佐光幸恵                 | 磯野智     |
| 第7話             |        | 哥哥們的秋葉原                     | 根元歲三   | 小寺勝之        | 元永慶太郎 | 松本朋之 近藤優次                         | 平山円     |
| 第8話             |        | 瞄準哥哥的最頂端!                  | 大知慶一郎 | 真菜陽 則座誠   | 則座誠     | 広尾佳奈子 山本篤史BL作畫： 島沢ノリコ    | 磯野智     |
| 第9話             |        | 夏天!祭典! 兄妹的M：I：V           | 井上美緒   | こでらかつゆき  | 小林公二   | 松本朋之 近藤優次BL作畫： 島沢ノリコ      | 平山円     |
| 第10話            |        | 哥哥拯救世界                       | 小出克彥   | 小林孝志        | 小林孝志   | 山崎正和 安本學                           | 櫻井正明   |
| 第11話            |        | 在世界的中心呼喊哥哥               | 小出克彥   | 元永慶太郎      | 元永慶太郎 | 阿部智之                                  | 磯野智     |
| 第12話            |        | 我才不會喜歡上像哥哥這樣的人呢!!   | 大場小百合 | 岩畑剛一        | 則座誠     | 五反孝幸 山本篤史                         | 平山円     |
| 第13話 （未播出） |        | 充滿妹妹愛意的哥哥『性態觀察日記』 | 長津晴子   | 元永慶太郎      | 小林公二   | 氏家嘉弘 廣尾佳奈子BL作畫： 谷津美彌子    | 平山円     |

### 播放电视台
日本深夜動畫：下文記載的日本国内播放時間使用日本標準時間（UTC+9）表示。因為部分時間标识會採用30小时制，因此請留意这类超过24:00的时间，其實際播放時間為翌日清晨。
| 播放地域 | 播放電視台     | 播放日期                | 播放時間（UTC+9）                     | 所属联播网        | 備註                                                          |
| -------- | -------------- | ----------------------- | ------------------------------------- | ----------------- | ------------------------------------------------------------- |
| 神奈川县 | 神奈川电视台   | 2011年1月8日 - 3月26日  | 星期六 24時30分 - 25時00分            | 独立UHF局         |                                                               |
| 千葉县   | 千叶电视台     | 2011年1月9日 - 3月27日  | 星期日 23時30分 - 24時00分            | 独立UHF局         | 3月13日的播出由於直播 地震及相關停電安排而暫停播映            |
| 埼玉县   | 埼玉电视台     | 2011年1月9日 - 3月27日  | 星期日 25時00分 - 25時30分            | 独立UHF局         |                                                               |
| 兵庫县   | SUN电视台      | 2011年1月10日 - 3月28日 | 星期一 24時00分 - 24時30分            | 独立UHF局         |                                                               |
| 京都府   | 京都放送       | 2011年1月10日 - 3月28日 | 星期一 25時00分 - 25時30分            | 独立UHF局         |                                                               |
| 東京都   | 东京都会电视台 | 2011年1月10日 - 3月28日 | 星期一 25時30分 - 26時00分            | 独立UHF局         |                                                               |
| 愛知县   | 爱知电视台     | 2011年1月11日 - 3月29日 | 星期二 25時28分 - 25時58分            | 东京电视网        |                                                               |
| 日本全域 | AT-X           | 2011年1月14日 - 4月1日  | 星期五 11時00分 - 11時30分 （有重播） | 卫星电视 收費電視 |                                                               |
| 日本全域 | BS11           | 2011年1月14日 - 4月1日  | 星期五 23時30分 - 24時00分            | 数字卫星电视      | 原第九話時段因直播 2011年日本東北地方太平洋近海地震而暫停播映 |

## 外部連結
- （日語）WEB Comic High! 本作的連載網絡雜誌
- （日語） 草野紅壹和RAYMON的同人網站
- （日語）動畫官方網站 （页面存档备份，存于）